# Epoch Ink Animation
La Epoch Ink Animation è un'azienda californiana operante nel settore dell'animazione, soprattutto in ambito televisivo, musicale, cinematografico, pubblicitario e videoludico.

## Storia
Le origini dell'azienda risalgono al 1993 a Santa Monica, California, dove ha tuttora sede. Il presidente e fondatore Joe Pearson aprì lo studio allo scopo di produrre un consistente quantitativo di animazione con un budget relativamente basso.
Il primo corto animato dell'azienda è Collet .45, action-comedy della durata di 10 minuti, successivamente, nel 1995 realizzano la loro prima serie d'animazione: Una giungla di stelle per capitan Simian.
Negli anni seguenti tra le produzioni commissionate dai loro clienti si annoverano: Mummies Alive! - Quattro mummie in metropolitana, RoboCop: Alpha Commando, Gen¹³, Futurama, Small Soldiers, Roswell Conspiracies e i video musicali Do the Evolution di Pearl Jam e Freak on a Leash dei Korn.